# سيدريك تشومبي
سيدريك تشومبي (بالفرنسية: Cédric Tchoumbé)‏ مواليد 28 مارس 1987 في دوالا ، الكاميرون، هو لاعب كرة قدم كاميرون .

## روابط خارجية
- سيدريك تشومبي على موقع قاعدة بيانات كرة القدم.إي يو (الإنجليزية)
- سيدريك تشومبي على موقع Soccerway.com (الإنجليزية)
- سيدريك تشومبي على موقع كووورة